# Juste-Frédéric Riffault
Pour les articles homonymes, voir Riffault.
Juste (ou Just) Frédéric Riffault, né à Blois le 15 mars 1814, mort à Paris le 31 mai 1885, est un général, un financier et homme politique français.

## Biographie
Il entre à l'École polytechnique en 1832, à l’École des Mines en 1834, puis passe à l'École d'application de Metz. Il est lieutenant du génie à Montpellier en 1837. Il est capitaine à Philippeville en 1840. 
En 1844, il fonde avec son frère Eugène Riffault, censeur de la Banque de France, les Associations Mutuelles Le Conservateur (devenu Le Conservateur) pour développer la "tontine", système d'association collective d'épargne, conçu par Lorenzo Tonti sous Louis XIV. 
En 1848, il est aide de Camp du duc de Montpensier. Il est attaché au cabinet du sous-secrétaire d'état de la guerre en 1848 puis employé au Ministère des affaires étrangères en 1849. 
Il est promu aide de camp du général Vaillant en 1850. 
Lieutenant-colonel, il est directeur des études à l'École polytechnique de 1856 à 1869. Nommé général de brigade en 1869, il commande l'École polytechnique de 1870 à 1873. 
Candidat à l'Assemblée nationale en 1871, il échoue aux élections. Il est membre du comité des fortifications en 1873. Il est élu sénateur par le département de Loir-et-Cher de 1876 à 1879, siégeant à droite. Il est également conseiller général du canton d'Ouzouer-le-Marché et président du conseil général jusqu'en 1877.
Commandeur de la Légion d'honneur, il est retraité comme général de brigade. 
Il meurt en 1885.

## Sources bibliographiques
- « Just-Frédéric Riffault », dans Adolphe Robert et Gaston Cougny, Dictionnaire des parlementaires français, Edgar Bourloton, 1889-1891 [détail de l’édition]